# Lacey Sturm
Lacey Nicole Sturm z domu Mosley (ur. 4 września 1981 w Arlington) – amerykańska wokalistka, autorka tekstów i piosenek oraz pisarka. Znana przede wszystkim z występów w zespole rockowym Flyleaf, którego była członkinią w latach 2000-2012. W latach późniejszych podjęła solową działalność artystyczną.

## Życiorys
Jej młodość była związana z muzyką. W wieku dziesięciu lat zaczęła śpiewać z bratem w piwnicy, a kiedy miała trzynaście zaczęła poważnie myśleć o założeniu zespołu. Na czternaste urodziny otrzymała gitarę basową. Grała głównie kawałki Nirvany i Green Day.
Jako szesnastolatka Lacey uciekła z domu po kłótni z matką. Zamieszkała w Gulfport z dziadkami. Tam uczęszczała do szkoły i dołączyła do zespołu, który potrzebował basisty. Potem również śpiewała i pisała piosenki. W tym samym czasie nękała ją depresja i myśli samobójcze. Po przeprowadzce z Teksasu poczuła się tak, jakby z jej życia zniknęły wszelkie wartości. Po tym, jak babka kazała jej chodzić do kościoła Lacey nawróciła się. "Po tym moje życie zupełnie się zmieniło" – mówi wokalistka.
Później Lacey przeprowadziła się do Temple w Teksasie, gdzie poznała Jamesa Culpeppera. Zapoznała się tam też z Jaredem Hartmannem i Sameerem Bhattacharya, którzy grali w zespole Sporos. Gdy Sporos się rozpadł, Sameer i Jared dołączyli do Lacey i Jamesa. Następnie mieli dwóch basistów, nim znaleźli Pata Sealsa i stali się Passerby. W czerwcu 2004 roku zmienili nazwę na Flyleaf. 6 września 2008 r. Lacey poślubiła Joshuę Sturm'a w ich własnym domu.

## Publikacje
- The Reason: How I Discovered a Life Worth Living, Baker Books, 2014, ISBN 978-0-8010-1673-8
- The Mystery: Finding True Love in a World of Broken Lovers, Baker Books, 2016, ISBN 978-0-8010-1674-5

## Dyskografia
Albumy solowe
| Tytuł        | Dane dot. albumu                                     | Pozycja na liście | Sprzedaż       |
| Tytuł        | Dane dot. albumu                                     | USA               | Sprzedaż       |
| ------------ | ---------------------------------------------------- | ----------------- | -------------- |
| Life Screams | - Data: 12 lutego 2016 - Wydawca: Followspot Records | 74                | - USA: 9 tys.+ |

Inne
| Album                       | Rok  | Uwagi                                             | Źródło |
| --------------------------- | ---- | ------------------------------------------------- | ------ |
| Apocalyptica – 7th Symphony | 2010 | gościnnie śpiew w utworze "Broken Pieces"         | [ 8 ]  |
| Orianthi – Believe (II)     | 2010 | gościnnie śpiew w utworze "Courage"               | [ 9 ]  |
| We As Human – We As Human   | 2013 | gościnnie śpiew w utworze "Take The Bullets Away" | [ 10 ] |

## Filmografia
| Tytuł       | Rok  | Rola          | Uwagi                                    | Źródło |
| ----------- | ---- | ------------- | ---------------------------------------- | ------ |
| "W 3sixty5" | 2015 | jako ona sama | film dokumentalny, reżyseria: Shane Ries | [ 11 ] |

## Nagrody i wyróżnienia
| Rok  | Kategoria              | Tytułem     | Nagroda                     | Nota      | Źródło |
| ---- | ---------------------- | ----------- | --------------------------- | --------- | ------ |
| 2010 | Hottest Chick In Metal | Lacey Sturm | Revolver Golden Gods Awards | Nominacja | [ 12 ] |